# Giacomo Montanari
Giacomo Montanari (Genova, 13 giugno 1984) è un divulgatore scientifico e storico dell’arte italiano.

## Biografia
Diplomatosi al Liceo Classico Colombo di Genova, studioso di lettere antiche e di formazione letteraria. Dopo essersi laureato in lettere Classiche, consegue il titolo magistrale in Storia dell’Arte e Valorizzazione del Patrimonio Artistico nel 2010 presso l’Università degli Studi di Genova. Nello stesso anno inizia il corso di dottorato in Storia e Conservazione dei Beni Culturali artistici e architettonici nella medesima università. Da aprile 2018 è titolare di Abilitazione Scientifica Nazionale al Ruolo di Professore Universitario di 2°fascia in Storia dell’arte e da novembre 2020 è ricercatore in Storia dell’Arte presso l’Università degli Studi di Genova, Dipartimento DIRAAS – Scuola di Scienze Umanistiche[1].
Specialista di storia dell’arte ligure, è titolare del corso d’insegnamento di “Storia dell’Arte Moderna” nel corso di laurea in Conservazione dei Beni Culturali e del corso di “Educazione all’immagine” in quello di Scienze della Formazione, presso l’Università degli Studi di Genova.
Dal dicembre 2020 è membro nominato dal Comune di Genova per il Comitato Scientifico del Museo di Palazzo Reale a Genova ed è dal 2017 curatore scientifico della manifestazione culturale “Rolli Days”, un evento volto a far conoscere il sito UNESCO di Genova Le Strade Nuove e il Sistema dei Palazzi dei Rolli.

## Interessi di ricerca
I suoi interessi di ricerca seguono soprattutto tre filoni. Durante gli studi di dottorato ha condotto una importante ricognizione archivistica, che ha permesso di meglio comprendere le relazioni tra la cultura libraria e quella figurativa a Genova tra il Cinquecento e il Seicento e che è confluita nella pubblicazione monografica “Libri Dipinti Statue. Rapporti e relazioni tra le raccolte librarie, il collezionismo e la produzione artistica a Genova tra XVI e XVIII secolo”[2]. La scoperta e l’analisi inedita di molte biblioteche dell’aristocrazia che finanziariamente dominava l’Europa durante El Siglo de los genoveses hanno permesso di dare nuova lettura di importanti cicli di affreschi, tra cui diversi cicli del pittore Luca Cambiaso. Su questi temi, nel 2018, è stato invitato a presentare i propri risultati a Cambridge, presso il Pembroke College, nell’ambito del convegno internazionale “Petrarch and portraiture”[3].
A partire dal 2014 ha poi condotto una importante campagna di studi sul territorio italiano, volta alla riscoperta del pittore genovese – attivo però per oltre vent’anni in cantieri di interesse internazionale a Roma e Perugia – Giovanni Andrea Carlone. Le numerose campagne fotografiche coordinate in queste occasioni in sinergia con l’Università di Perugia hanno permesso di tenere un importante convegno nel 2015 nella città umbra[4] e di programmare, per il 2021, un primo volume che darà conto delle novità documentarie emerse sull’attività dell’artista nel centro Italia. Sull’artista e la sua attività perugina, oltre ai numerosi saggi usciti negli ultimi anni in ambito nazionale e internazionale, ha tenuto anche conferenze e incontri in collaborazione con il MiBACT e con la Fondazione Marini Clarelli Santi.[5] Nel 2019, nel paese di Parodi Ligure (AL), ha coordinato insieme a Maurizio Romanengo la prima esposizione dedicata integralmente alla vicenda artistica della famiglia Carlone: un evento che ha visto la presentazione di moltissimi inediti esposti – significativamente – nell’Abbazia di San Remigio, il cui curato – nel corso del Seicento – fu proprio un membro della famiglia[6].
Contemporaneamente ha portato avanti una sistematica opera di riscoperta e documentazione dell’opera scultorea di Tomaso Orsolino, marmoraro di origine luganese attivo soprattutto a Genova e presso lo straordinario cantiere della Certosa di Pavia nella prima metà del Seicento. Questo progetto è stato finanziato da un Assegno di Ricerca Senior presso l’Università degli Studi dell’Insubria e ha avuto come focus proprio l’operato dello scultore nella fabbrica pavese, contribuendo a chiarire il suo profilo artistico e a dare nuova luce all’apparato marmoreo certosino della prima metà del XVII secolo. Parallelamente ha indagato diversi scultori attivi nel medesimo contesto cronologico, fino a restituire allo scultore barocco Ercole Ferrata la sua prima opera documentabile, proprio durante l’apprendistato condotto con Orsolino.[7] Ha inoltre dato un nome a un magnifico busto marmoreo di Seneca esposto presso il Museo del Prado, attribuendolo convincentemente all’estroso scultore carrarino Giuliano Finelli[8].

## Divulgazione scientifica
Dal 2009 è coinvolto, sin dalla prima edizione, nella progettazione e organizzazione delle attività di divulgazione scientifica e valorizzazione del sito UNESCO Le Strade Nuove e il Sistema dei Palazzi dei Rolli e, in particolare, in quella dell’evento Rolli days. Dal 2017 è Curatore Scientifico dell’evento, che ha cadenza semestrale e che ha contato, in 12 giorni complessivi di svolgimento da quella data, oltre mezzo milione di utenti, con exploit come quello di ottobre 2019, in cui si raggiunsero i 130.000 ingressi.[9] L’interesse a un costante aumento della qualità della divulgazione scientifica, soprattutto con il coinvolgimento di giovani professionisti dei beni culturali nella veste di Divulgatori, ha portato oltre 200 ragazzi a lavorare nelle giornate dedicate ai palazzi dei Rolli, coinvolgendo nel percorso formativo l’Università degli Studi di Genova, la Fondazione Palazzo Ducale per l'Arte e la Cultura
e il Comune di Genova[10]. Durante il 2020, a causa del lockdown resosi necessario per fronteggiare la pandemia da COVID-19 in Italia, ha coordinato e curato scientificamente la realizzazione di un evento totalmente in digitale dedicato alla promozione dei Palazzi dei Rolli, che ha preso il nome di “Rolli Days Digital Week”[11]. L’evento ha coinvolto oltre un milione di utenti, rivelandosi come uno dei pochi progetti digitali in ambito culturale di successo a livello nazionale[12]. Nell’ottobre del 2020 ha poi curato la sperimentazione di una edizione “ibrida” di grande successo, che ha permesso l’ingresso di 12.000 persone in completa osservanza delle norme anticontagio e – contemporaneamente – l’erogazione sui canali digitali di video dedicati a luoghi dove sarebbe stato impossibile condurre il pubblico, che hanno superato le 600.000 views complessive[13]. Un’edizione importante, che ha permesso di sfatare il mito di una cultura “distante” dal mondo giovanile: i Rolli Days Live & Digital, infatti, hanno visto il 25% di utenza under 35, confermando la bontà di un metodo che coniuga la qualità della proposta con l’accessibilità.[14] Il format è stato replicato nel mese di dicembre 2020, con l’evento digitale “Le Chiese dei Palazzi dei Rolli e la grande tradizione del Presepe genovese”[15], che ha visto i prodotti video realizzati, sempre in sinergia con giovani professionisti formati ad hoc, raggiungere quasi un milione e mezzo di visualizzazioni.[16]
Nel campo delle pubblicazioni di alta divulgazione scientifica, è coordinatore e curatore della collana “Genova e i Palazzi dei Rolli” presso l’editore Aguaplano di Passignano sul Trasimeno (PG)[17].

## Opere principali
MONTANARIG.,RULLI S., Palazzo Spinola Pessagno in Genova, Passignano sul Trasimeno (PG), 2020.
FRANZONE M., MONTANARI G., Palazzo Brignole Durazzo alla Meridiana in Genova, Passignano sul Trasimeno (PG), 2018.
MONTANARI G., Palazzo Imperiale di Campetto in Genova, Passignano sul Trasimeno (PG) 2017.
MONTANARI G., Francesco Fulvio Frugoni. Libri barocchi tra Genova, Torino e Venezia, Torino 2017.
MONTANARI G., Libri Dipinti Statue. Rapporti e relazioni tra le raccolte librarie, il collezionismo e la produzione artistica a Genova tra XVI e XVII, GUP (Genova University Press), Genova 2015.
[1] https://rubrica.unige.it/personale/V0RCW1ht
[2] https://www.academia.edu/14364931/Libri_Dipinti_Statue_Rapporti_e_relazioni_tra_le_raccolte_librarie_il_collezionismo_e_la_produzione_artistica_a_Genova_tra_XVI_e_XVII_secolo
[3] https://www.pem.cam.ac.uk/kit-smarts-blog/symposium-petrarch-and-portraiture
[4] https://www.lettere.unipg.it/files/generale/Giornate_studi_Giovanni_Andrea_Carlone_22_e_23_maggio_2015.pdf
[5] https://storico.beniculturali.it/mibac/export/MiBAC/sito-MiBAC/Contenuti/MibacUnif/Eventi/visualizza_asset.html_1406169769.html
[6] https://www.giornale7.it/la-terra-dei-carlone-arte-barocca-tra-genova-e-loltregiogo/
[7] https://www.academia.edu/32037749/Una_proposta_per_Ercole_Ferrata_alla_Certosa_di_Pavia
[8] https://www.museodelprado.es/en/the-collection/art-work/seneca/7090f59e-c67e-42ad-8de4-f0da32853e14?searchid=0008fa35-a941-a5da-b039-1bc88353c351
[9] https://www.genova24.it/2019/10/rolli-days-edizione-col-botto-il-bilancio-finale-e-di-130mila-visitatori-224173/
[10] https://www.finestresullarte.info/lavoro/genova-cerca-giovani-under-35-per-divulgatore
[11] https://www.visitgenoa.it/rollidaysdigitalweek/
[12] https://genova.repubblica.it/cronaca/2020/05/24/news/oltre_un_milione_di_visite_successo_per_rolli_days_digitali_a_genova-257515874/
[13] https://www.raicultura.it/eventi/Rolli-Days-a-Genova-97e2cfea-cbf9-4e14-9d5c-fc5880786650.html Archiviato il 9 gennaio 2021 in Internet Archive.
[14] https://www.primocanale.it/notizie/i-rolli-days-live-digital-piacciono-ai-giovani-oltre-il-25-ha-tra-i-25-e-i-36-anni-223785.html
[15] https://www.raicultura.it/articoli/2020/12/Natale-a-Genova-le-chiese-dei-Rolli-e-la-grande-tradizione-del-presepe-5cb8bb99-34f4-42f4-a50a-5291d7783b2c.html
[16] https://www.ansa.it/liguria/notizie/2021/01/08/boom-online-per-virtual-tour-chiese-dei-rolli-a-genova_16a0103b-676f-4e74-8464-9ce757083613.html
[17] https://www.aguaplano.eu/scheda/Palazzo-Brignole-Durazzo-alla-Meridiana-in-Genova-96
| Controllo di autorità | VIAF (EN) 110148449873415691963 · ISNI (EN) 0000 0005 0685 280X · SBN SGEV010309 · LCCN (EN) no2016030901 · GND (DE) 113042782X |